# Cole Alexander
Cole Alexander (Città del Capo, 9 luglio 1989) è un calciatore sudafricano, centrocampista del Polokwane City.

## Carriera
Ha giocato nella massima serie sudafricana e in quella indiana.